# Nephalioides rutilus
Nephalioides rutilus är en skalbaggsart som först beskrevs av Bates 1872.  Nephalioides rutilus ingår i släktet Nephalioides och familjen långhorningar.
Artens utbredningsområde är:
- Costa Rica.
- Honduras.
- Nicaragua.

Inga underarter finns listade i Catalogue of Life.